# 列宁纪念碑 (基辅)

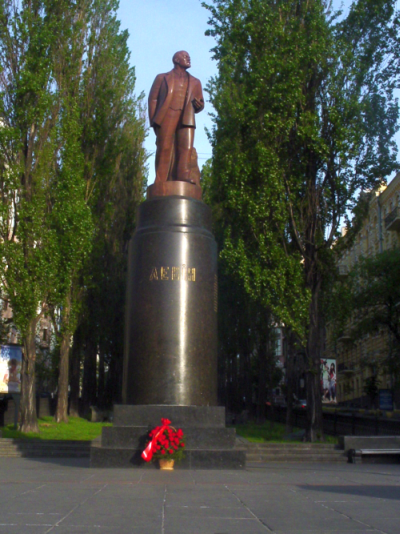
2007年拍摄的基辅列宁纪念碑

弗拉基米尔·列宁纪念碑是位于乌克兰首都基辅的一座纪念弗拉基米尔·列宁的雕像。雕像由俄罗斯雕塑家谢尔盖·梅尔库罗夫所建，总高3.45米（合11.32英尺），采用的是来自卡累利阿的石英岩（与列宁墓的材料相同）。
在2013年12月8日的广场起义期间，该雕像被抗议者推倒，并遭到践踏，当时许多其他苏联时期的雕像也被推倒。雕像的基座依然位于原处，有时会成为展示政治艺术品的场所。自2016年以来有许多雕塑和装置艺术品在基座前展出。

## 历史
该雕像曾在1939年纽约世界博览会上展出。1946年12月5日，雕像在基辅揭幕，被树立在赫雷夏蒂克街与舍甫琴科大道的交叉路口（位于比萨拉比亚市场对面）。1965年7月21日第711号乌克兰苏维埃社会主义共和国部长会议法令将该纪念碑列入“具有历史价值的艺术、文物和古迹名录”。
苏联解体后，该纪念碑多次遭到破坏，于是该地区增强了警力，亲苏联人士也在该处频繁巡逻。
乌克兰政府2009年9月3日发布第928号决议，废除了1965年乌克兰苏维埃社会主义共和国部长会议的决议，并且该纪念碑未被列入新的“国家重要文化遗产名录”。由于乌克兰共产党人士的保护，纪念碑依然保留着。

### 拆除

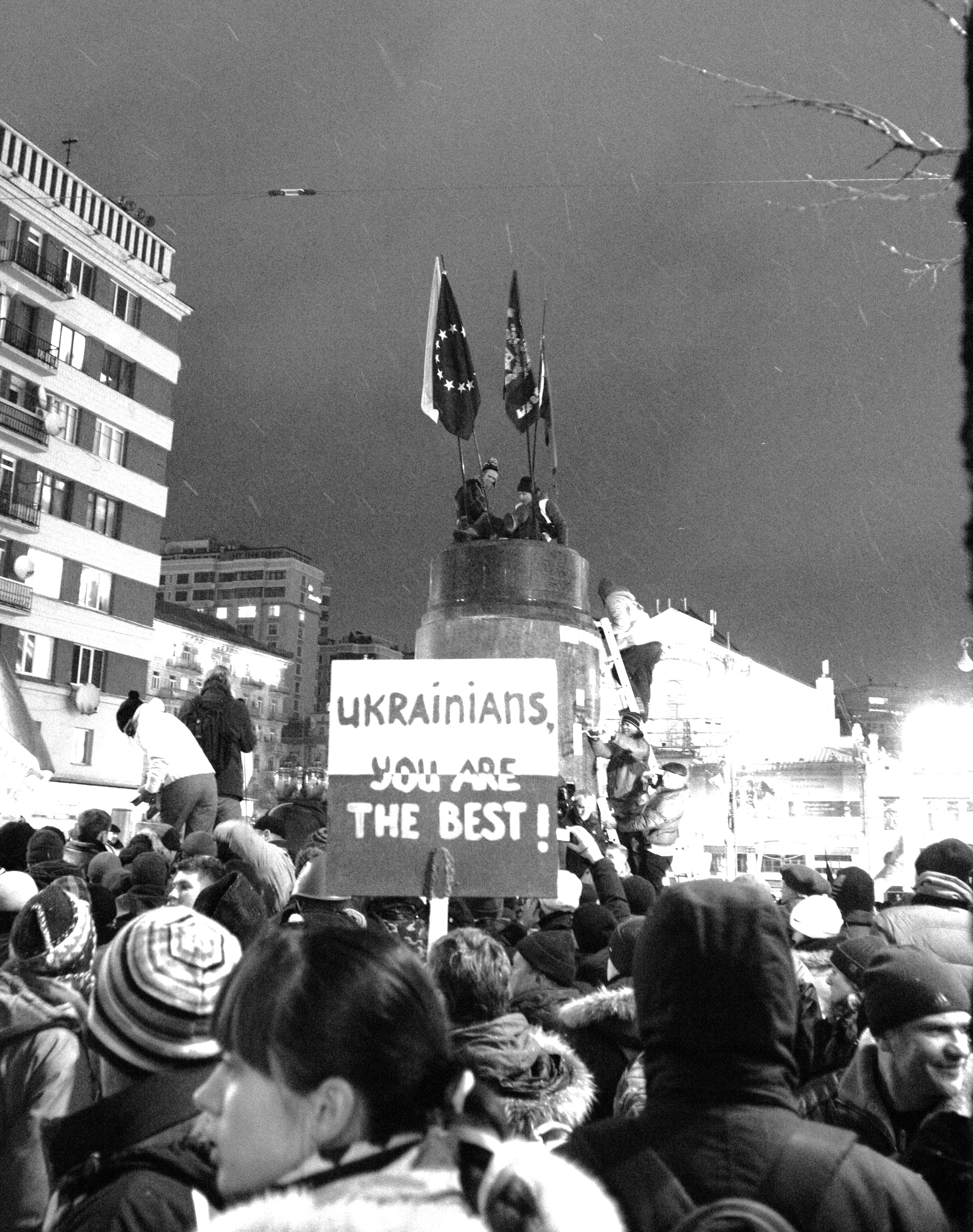
列宁雕像被推翻后，示威者站在雕像底座上。

2013年12月1日，在广场起义期间，一群蒙面男子试图推倒这座雕像。警方立即作出反应，部署了一支小型的金鵰特種部隊部队，但该部队遭到袭击并被迫逃离。示威领导人立即谴责了警方企图保护纪念碑的行为以及与警方发生的冲突，并指责这是一场“挑衅”。
随后，在2013年12月8日，数名自称隶属于乌克兰自由联盟的乌克兰人在基辅警方的旁观下推倒了这座雕像，雕像在撞击到地面后破碎。此后，人群唱起了乌克兰国歌。后来雕像的碎片被部分抗议者作为纪念品捡走。 

### 反应
基辅的这座列宁雕像被毁后，其他地方也加快了拆除雕像和纪念碑的行为。在2014年春季的广场起义期间，各地的活动人士以“Ленінопад”（拉丁化：Leninopad，意为“列宁的陨落”）为口号，拆除或破坏了基辅、日托米尔、赫梅利尼茨基等地的十余座共产主义纪念碑。有些地方还动用重型设备对纪念碑进行有组织的拆除，并将其运到垃圾场。

#### 政治回应
乌克兰议会议员、民主改革联盟成员瓦列里·卡尔彭索夫（Valeriy Karpuntsov）宣布，乌克兰警方开始逮捕基辅列宁纪念碑倒塌事件期间在场的人员。 
2013年12月8日，哈尔科夫州州长米哈伊洛·多布金在推特宣布将发起一项众筹活动以修复纪念碑，并表示将拨款10万格里夫纳用于修复工作。 

#### 公众反应
据调查，69%的基辅居民对拆除列宁纪念碑的行为表示反对，13%则表示支持，15%表示无所谓。
歌手鲁斯兰娜是抗议活动的参与者之一，她对推翻雕像持批评态度。她表示：“我们不需要任何野蛮行为。我们谴责破坏、野蛮、暴力以及任何可能分裂乌克兰的行为……对纪念碑的破坏和其他挑衅行为是与欧洲一体化和人道主义社会背道而驰的。” 

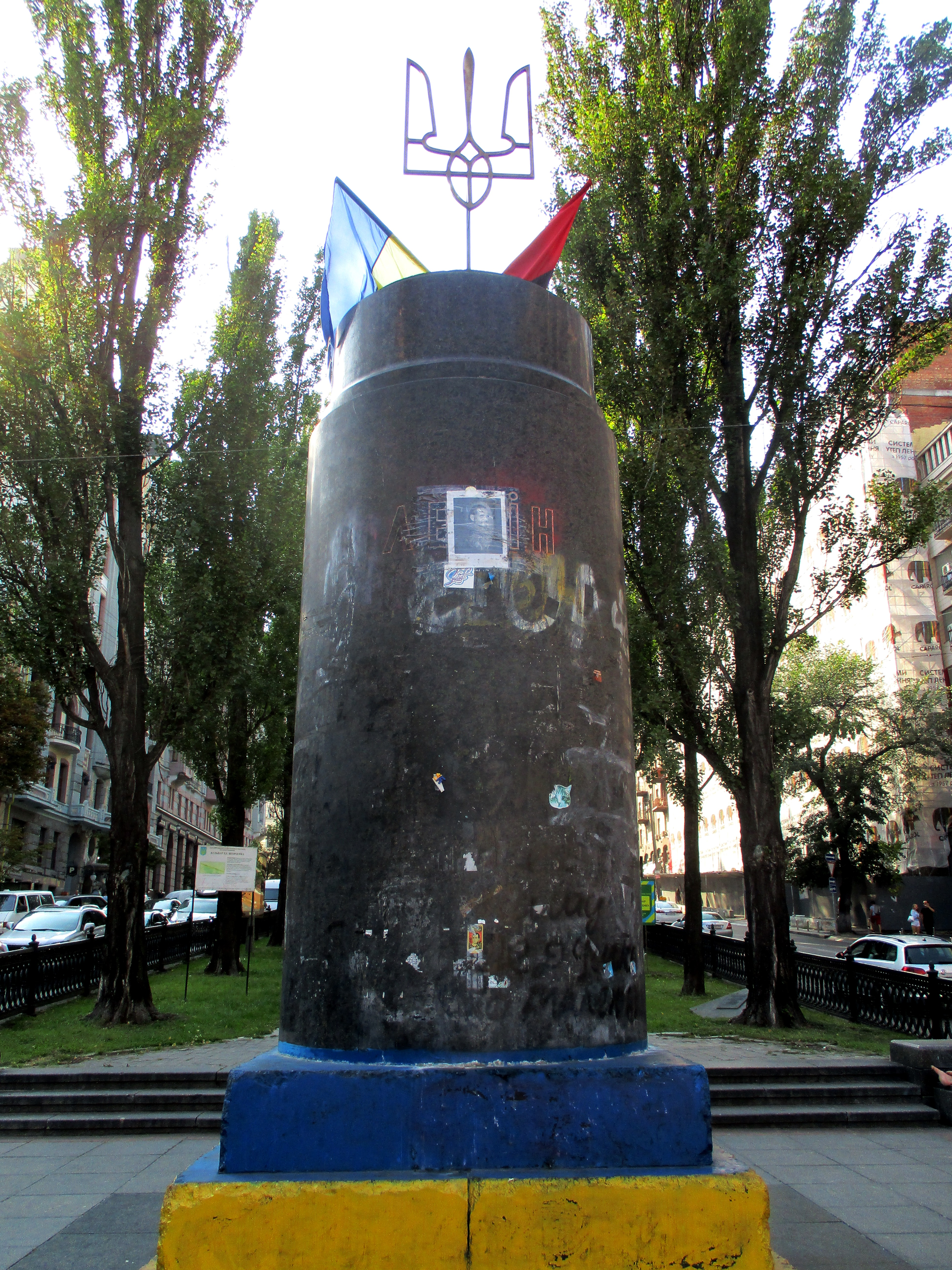
残留的列宁纪念碑基座上的乌克兰国徽

### 后续
2015年5月15日，乌克兰总统波罗申科签署法案，开始为期六个月的拆除共产主义纪念碑的计划。 
虽然雕像已被移除，但纪念碑的基座仍然保留。人们有时会利用雕像的基座来展示政治艺术品或进行争论。自2016年以来，有许多雕塑及其他艺术品都在基座前展出。 